# Grammotaulius interrogationis
Grammotaulius interrogationis là một loài Trichoptera trong họ Limnephilidae. Chúng phân bố ở miền Tân bắc.